# Albert Schweitzer
Albert Schweitzer (Kaysersberg, 14 januari 1875 – Lambaréné (Gabon), 4 september 1965) was een Duits drievoudig-gepromoveerd academicus: als medicus  (praktiserend arts), als lutherse theoloog en als filosoof, tevens was hij schrijver en musicus.
Albert Schweitzer werd in 1875 geboren in Kaysersberg, in de noordelijke, toen Duitse Elzas, het tegenwoordige Franse departement Haut-Rhin. In 1951 ontving hij de prestigieuze Vredesprijs van de Duitse Boekhandel voor zijn protest tegen kernproeven en in 1952 de Nobelprijs voor de Vrede voor zijn filosofie 'Eerbied voor al het leven'. Hij werd, behalve door zijn medisch werk in Afrika, vooral bekend door zijn filosofie over cultuur en ethiek, en als musicus door zijn studies en interpretatie op orgel en piano van de muziek van Johann Sebastian Bach.

## Biografie

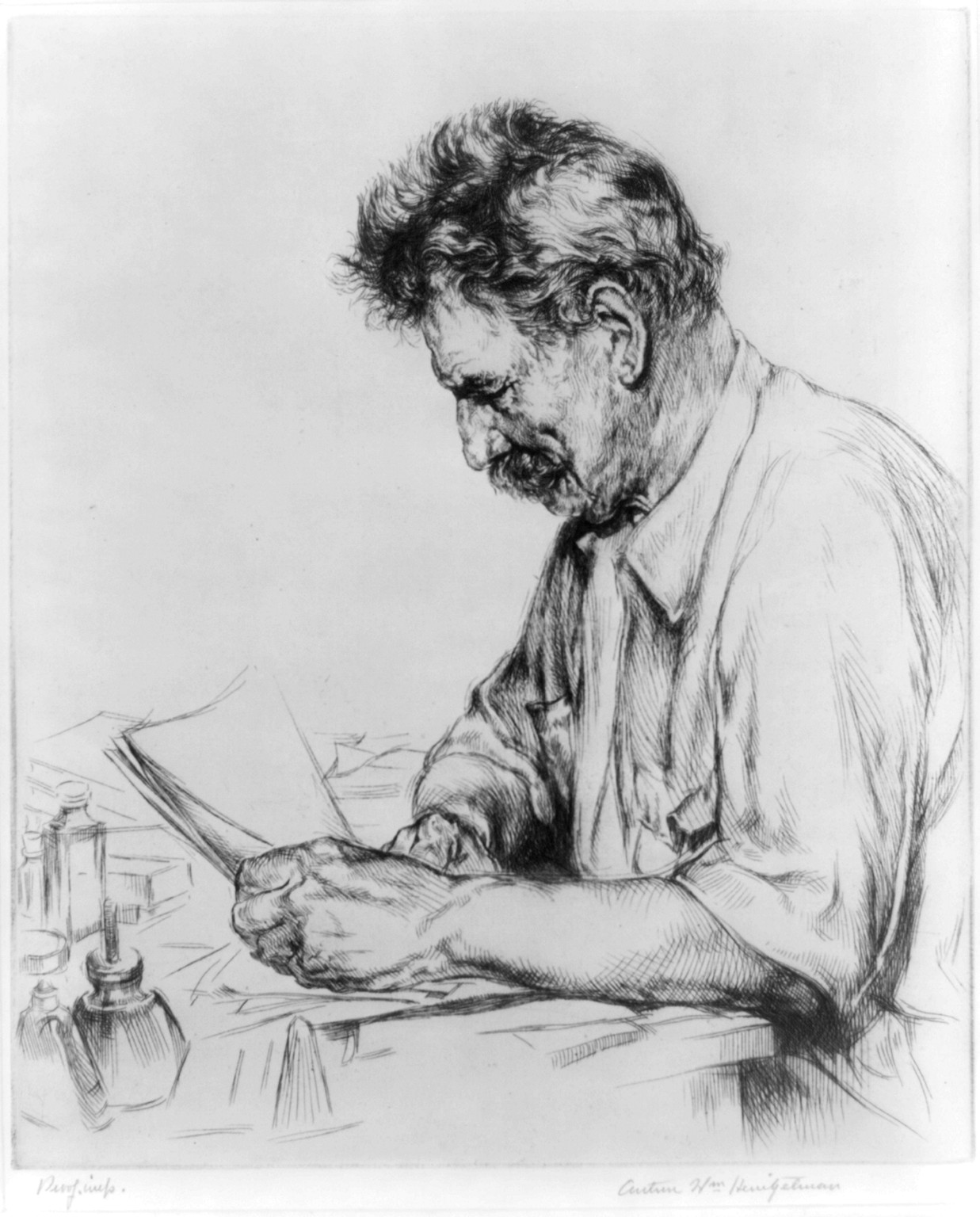
Albert Schweitzer

Albert Schweitzer was de tweede zoon van Ludwig Schweitzer, predikant bij de Evangelische gemeente. Zijn moeder was Adele Schillinger, zij was een dochter van de dominee van Mühlbach. Samen met een oudere broer en drie zussen beleefde hij naar eigen zeggen een gelukkige jeugd. Albert Schweitzer was een ziekelijk kind, wat men aan de sterke, gezonde man van later niet zou afzien. Hij was ook, en dat is nog vreemder, laat met lezen en schrijven, en leerde slecht. Hij noemde zichzelf een traag en dromerig kind. Daarom dwong hij zichzelf, toen hij opgroeide, om juist die onderwerpen te leren beheersen die moeilijk voor hem waren, zoals Hebreeuws. Daarbij werd hij onder andere gemotiveerd door zijn klassenleraar uit de derde, Dr Wehmann, die hem zelfvertrouwen schonk, en later voor de jonge Albert uitgroeide tot een voorbeeld van zelfdiscipline.
Op muzikaal vlak was hij wel zeer begaafd. Toen hij zeven jaar oud was had hij reeds een psalm gecomponeerd en speelde hij op het harmonium koraalmelodieën met zelfgevonden harmonieën. Op zijn achtste begon hij op kerkorgels te spelen, een hartstocht die hij van zijn grootvader geërfd had. Hij volgde het gymnasium te Mülhausen, met dank aan een oudoom die directeur was van de volksscholen daar en bereid was hem in huis te nemen. Zijn vader had dit onderwijs voor hem waarschijnlijk nooit kunnen betalen. In huis bij zijn oudoom kwam Albert onder strenge tucht te staan, waarvoor hij later zijn diepe dankbaarheid uitte. Op 18 juni 1893 haalde hij met tamelijk middelmatige eindcijfers zijn eindexamen.

### Studiejaren
In oktober dat jaar ontving hij orgelles van de grote Parijse organist Charles-Marie Widor, bekostigd door een oom die koopman in Parijs was. Er ontstond een bijzondere vriendschap tussen Widor en Schweitzer. Eind oktober 1893 begon hij filosofie en theologie te studeren in Straatsburg. Slechts onderbroken door zijn militaire dienstplicht in 1894 stortte hij zich op zijn studie en verdiepte zich de eerste jaren intensief in het Nieuwe Testament en het leven van Jezus. Hij bleef ook op muzikaal vlak bezig, als orgelbegeleider bij Bachconcerten van het St. Wilhelmskoor. Ook leerde hij hier de opera's van Wagner kennen. Na zijn eerste staatsexamen theologie in 1898 besloot hij zich – gesteund door de toekenning van een beurs – op de filosofie toe te leggen.
Daartoe verhuisde hij naar Parijs, waar hij opnieuw orgellessen van Widor volgde en zich verdiepte in de filosoof Immanuel Kant. In de zomer van 1899 reisde hij af naar Berlijn, om zich nader te verdiepen in de filosofie. Hier leerde hij onder andere de theoloog Adolf von Harnack en de psycholoog Carl Stumpf kennen, evenals de bredere academische wereld en geestelijke kringen in Berlijn. De toen nog niet al te grote stad beviel hem zeer, behalve de nieuwere orgels. De klank was dreunend en droog, vond Schweitzer. Eind juli dat jaar keerde hij terug naar Straatsburg en promoveerde op Kant.

### Werkzaam in Straatsburg

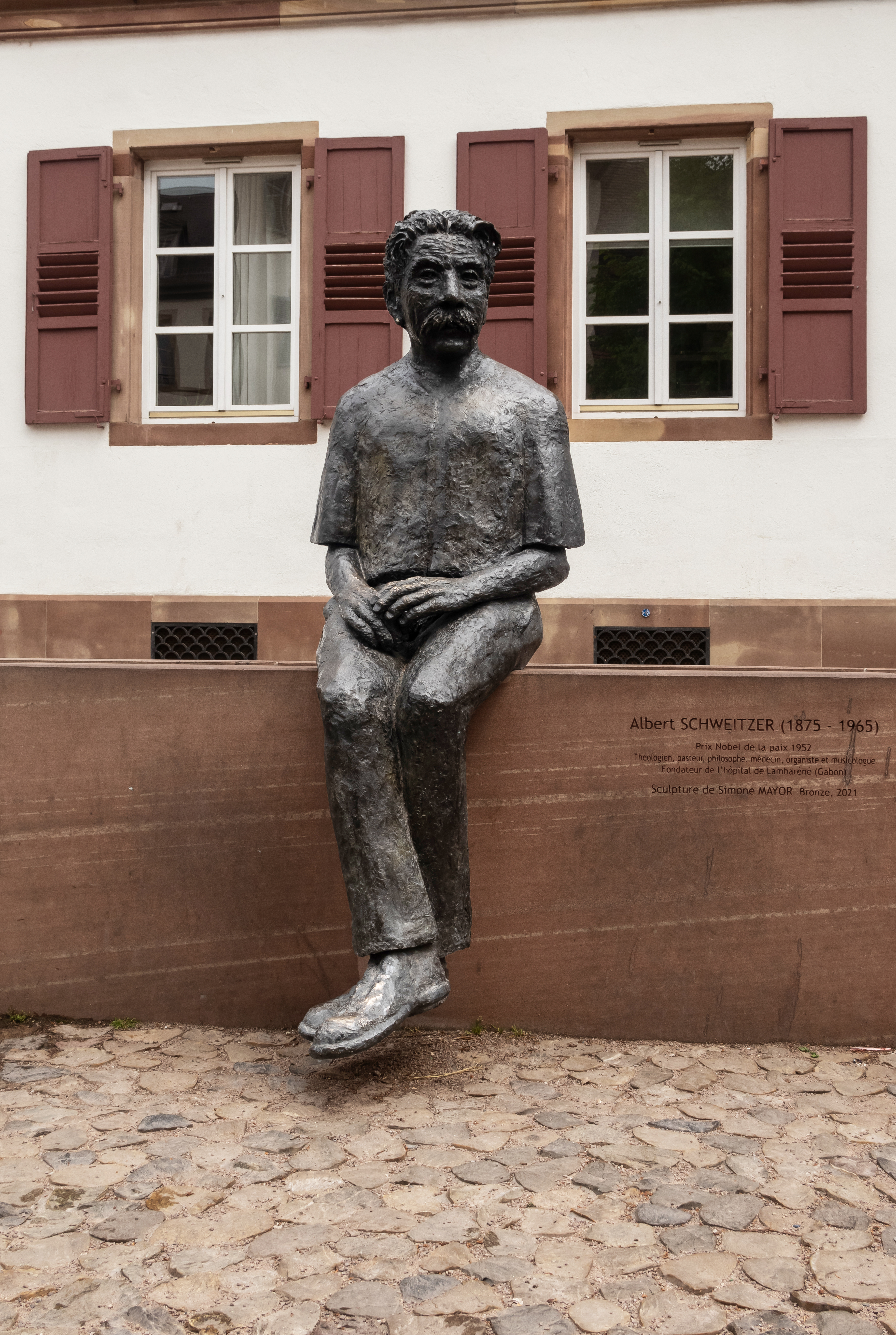
Straatsburg, standbeeld van Albert Schweitzer

Schweitzer besloot zich voor langere tijd te vestigen in Straatsburg, en wel in de studentenkamer aan de Thomaskade waar hij eerder met veel plezier had gewoond. Hij sloeg een aanbod om filosofie-docent te worden af, omdat het dan niet gewaardeerd zou worden als hij bleef prediken. Als predikant – zijn tweede examen had hij ternauwernood gehaald op 15 juli 1900 – verzorgde hij de middagdiensten op zondag en catechisatielessen aan jongens. Ieder jaar kon hij gerust drie maanden vrij nemen om zich te concentreren op verdere studie en reisde hij nog regelmatig naar Parijs. Daar hield hij – in het Duits – colleges over filosofen als Friedrich Nietzsche en Arthur Schopenhauer, schrijvers als Gerhart Hauptmann, Hermann Sudermann en Goethes Faust. In 1900 behaalde hij de graad van doctor in de theologie, met zijn werk over het Avondmaal. In 1902 begon hij colleges te geven aan de theologische faculteit in Straatsburg en in 1905 publiceerde hij in het Frans een biografie van Johann Sebastian Bach.
In 1905 voltooide hij een studie over de bouw van het orgel waarna hij met zijn studie medicijnen begon, om tropenarts in Afrika te worden. Al langer liep Schweitzer rond met het idee iets te doen aan het voor hem onbegrijpelijke gegeven dat hij een gelukkig leven leiden mocht, terwijl er zoveel mensen met leed en zorg kampten. In zijn vriendenkring werd zijn voornemen niet goed ontvangen: men betoogde hem dat hij uiteindelijk meer goeds kon doen door vanuit Europa zijn wetenschappelijke kennis te verspreiden. Maar Schweitzer hield voet bij stuk en begon in oktober 1905, op zijn dertigste, aan de studie medicijnen en bood zijn diensten aan aan het Parijzer Zendingsgenootschap.
Drukke jaren braken aan want naast zijn studie medicijnen bleef hij werkzaam als orgelspeler in Parijs en Barcelona, en predikant en docent in de theologie in Straatsburg. Wel legde hij in 1906 zijn functie als directeur van het theologische seminarium neer. Desalniettemin had hij regelmatig een vermoeidheidscrisis, met name tijdens examendagen. In oktober 1911 volbracht hij zijn medisch staatsexamen, waarna hij nog slechts een jaar in een kliniek moest werken en een dissertatie moest schrijven om als arts aan het werk te mogen. Voor zijn dissertatie onderzocht Schweitzer vanuit medisch oogpunt of Jezus' messiasverwachting ontsproot uit een geestesziekte. Dat was niet zo, volgens Schweitzer.
Tijdens het schrijven van deze dissertatie, begon hij zich voor te bereiden op zijn reis naar Afrika. In 1912 stopte hij colleges te geven en nam hij ontslag als predikant van de St. Nicolaïkerk. Ook trouwde hij met de dochter van een Straatsburgse historicus, Helene Breslau, die hem hielp bij het afronden van al het literaire werk voor het vertrek naar Gabon. In de lente van dit jaar trok hij andermaal naar Parijs, ditmaal om tropische ziekten te bestuderen en alle nodige inkopen te doen om zijn werk in de tropen te doen. Nadat hij het Parijse Zendingsgenootschap had overtuigd dat hij enkel als arts en niet als onorthodox christen en predikant naar Afrika af zou reizen, en nadat het Franse ministerie van Koloniën toestond dat een arts met enkel een Duits diploma uitgezonden kon worden, konden hij en zijn echtgenote op reis.

### Afrikaanse jaren
Een groot deel van zijn leven vanaf 1913 bracht Albert Schweitzer door in Afrika, om precies te zijn nabij Lambaréné aan de rivier Ogooué in Gabon, om daar een ziekenhuis te bouwen, in de buurt van een sinds 1872 bestaande zendingspost van het Amerikaanse Presbyteriaanse Zendingsgenootschap. Hij beloofde niet als zendeling, maar alleen als arts op te treden. Daar behandelde en opereerde hij duizenden mensen. Er was voorheen in die regio nog geen westers georiënteerde arts aanwezig en jarenlang was Schweitzer de enige in het hele ziekenhuis.

### Eerste Wereldoorlog
In 1914 brak de Eerste Wereldoorlog uit en omdat hij Duitser was op Frans territorium werd hij officieel krijgsgevangen verklaard. Na een aantal maanden huisarrest mocht hij, omdat de mensen nu van medische zorg verstoken waren, zijn werk in het ziekenhuis hervatten. In 1916 werd zijn moeder in de door de oorlog geteisterde Elzas op straat overreden door paarden van militairen en stierf. In 1917 werden Albert en zijn vrouw alsnog als krijgsgevangenen geïnterneerd in Frankrijk – aanvankelijk in een klooster in Monléon-Magnoac en later, in 1918, in Saint-Rémy-de-Provence, eveneens in een oud klooster met ziekenhuis, waar eerder Vincent van Gogh een tijdlang opgenomen was geweest.
Schweitzer nam al zijn gedwongen rustperioden te baat om verder te werken aan onder andere zijn boek "Cultuur en Ethiek". Hij zag deze wereldoorlog als een teken van verval van de toenmalige beschaving, als een bewijs van zijn overtuiging dat een onverschillige, onnadenkende mensheid geregeerd wordt door de strijd om kennis en macht ten koste van anderen, en daarmee steeds meer schuld op zich laadt. Hij trachtte begrippen als 'liefde', 'toewijding', 'medelijden', 'deelgenootschap' en 'solidariteit' weer op de agenda krijgen, om de mensheid te stimuleren tot leven op een hoger plan.

### Na de oorlog
Na het einde van de oorlog, in 1918, kreeg hij een baan als medisch assistent in het Burgerziekenhuis in Straatsburg. Daarnaast hervatte Schweitzer zijn oude baan als hulpprediker in de St. Nicolaikerk. In 1923 voltooide hij het boek "Cultuur en Ethiek". Reeds in 1919 werd hij door Nathan Söderblom uitgenodigd om na Pasen in 1920 op de Universiteit van Uppsala te komen spreken over cultuur en ethiek. Hij had er groot succes mee en vele spreekbeurten in heel Europa volgden. Zijn spreekbeurten en ook orgelconcerten dienden overigens niet alleen voor het verbreiden van zijn gedachtegoed, maar ook om de nodige financiële middelen bijeen te brengen voor het werk in Lambaréné. Zijn eigen spaarpot had hij voor dat doel al ruimschoots aangesproken.
In 1924 keerden Schweitzer en zijn vrouw naar Lambaréné terug. Daar moest hij allereerst het intussen vervallen ziekenhuis weer opknappen, waarna hij zijn medische werk hervatte. Na enige tijd kreeg hij hulp van andere artsen en kon hij naar Europa gaan wanneer hij werd uitgenodigd voor spreekbeurten of orgelconcerten. Geleidelijk kreeg zijn werk overal grote bekendheid en ook erkenning. Behalve zijn filosofische denken sprak vooral zijn werk in Afrika wereldwijd tot de verbeelding.

### Van 1939 tot zijn dood

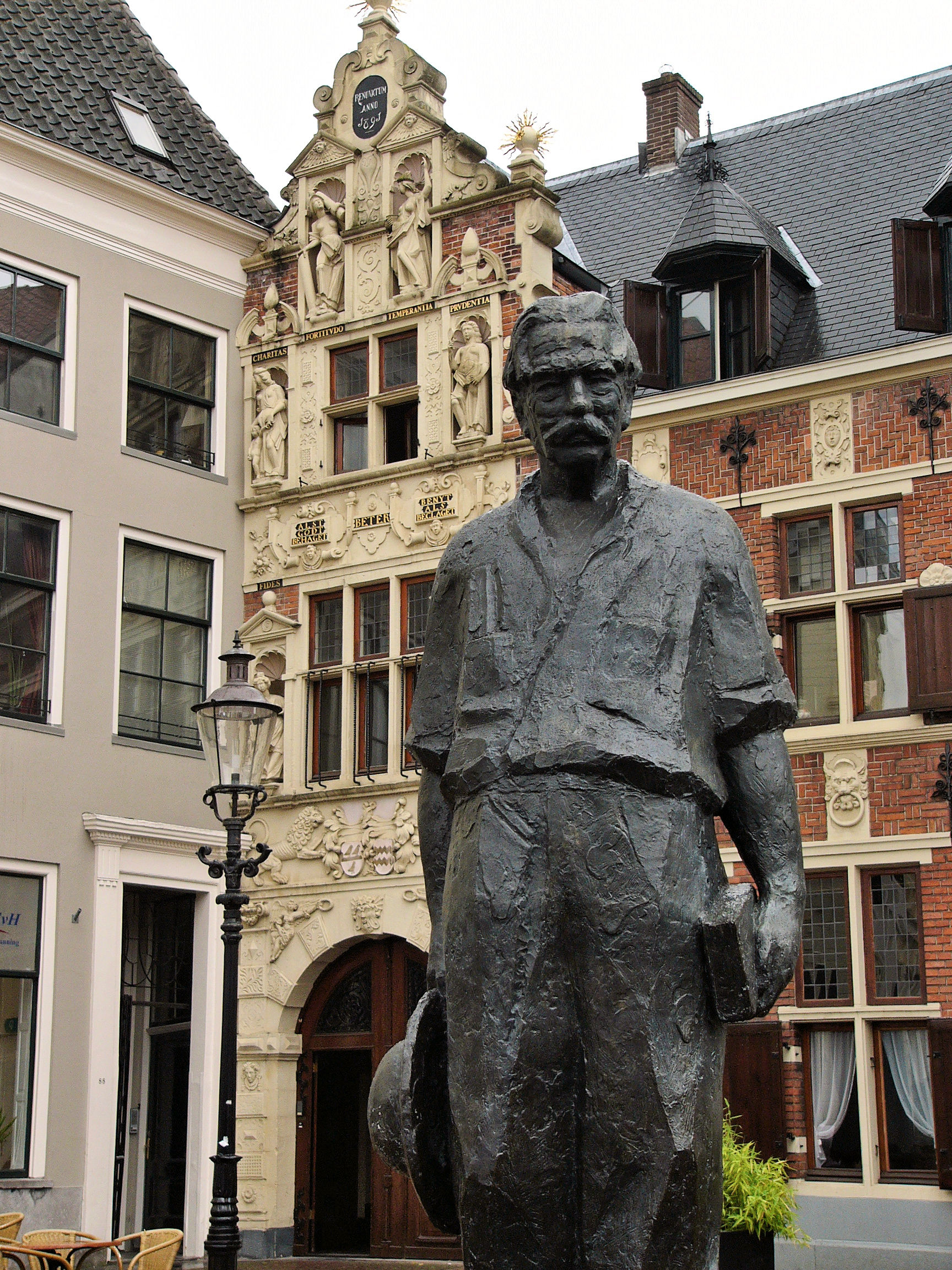
Albert Schweitzer in Deventer.

In januari 1939 was Schweitzer nog kort in Europa, maar besloot hij, vanwege de toenemende oorlogsdreiging en het feit dat Helene Schweitzer een jodin was, terug te keren naar Afrika. Zijn joodse vrouw kon dit alleen doen via een ingewikkelde route door Frankrijk en kwam pas in 1941 in Afrika aan. Tot het einde van de Tweede Wereldoorlog in 1945 verbleef Schweitzer in Lambaréné vanwege de oorlogsomstandigheden in Europa. Vanaf 1947-1948 kon hij weer vrij reizen, lezingen geven en concerten verzorgen, zowel in Europa als in de Verenigde Staten. In 1951 deed Schweitzer ook Nederland aan, bij gelegenheid waarvan hij in Utrecht in de kerkzaal van het historische gebouw Leeuwenbergh de bouw van een nieuw orgel instigeerde. Dit muziekinstrument werd op Schweitzers aanwijzingen gerealiseerd door de orgelbouwer Dirk Flentrop uit Zaandam. Het kreeg de kenmerken mee van de orgelbouw-vernieuwende 'Elzasser Orgelreform' waarin Schweitzer als gezichtsbepalende promotor gold. Dit orgel geldt als het enige ter wereld waaraan de naam en reputatie van Schweitzer ten nauwste verbonden is. De Duitse musicoloog Hermann Grabner kwalificeerde het als een van de allerbeste specimen van de naoorlogse orgelbouw ter wereld.
Afgewisseld met zijn werk in Lambaréné is Schweitzer het rondreizen, voor zover zijn gezondheid het toeliet, blijven doen tot zijn dood in 1965. Schweitzer kreeg in 1952 de Nobelprijs voor de Vrede. In 1954 werd hij opgenomen in de exclusieve Duitse Orde "Pour le Mérite". De laatste twee decennia van zijn leven sprak hij zijn bezorgdheid uit over de wapenwedloop in de wereld en het gevaar van een atoomoorlog. Hij stierf op 4 september 1965 in Lambaréné, 90 jaar oud.
In Deventer bij de Brink voor het Nederlands Albert Schweitzer-centrum is in 1975 een bronzen standbeeld van Schweitzer onthuld van Pieter de Monchy door de kleindochter van Schweitzer.

## Overzicht van zijn studies en loopbaan
- 1893 - Studeert filosofie en theologie aan de Universiteiten van Straatsburg, Berlijn en Parijs
- 1900 - Hulpprediker in de St. Nicolaikirche in Straatsburg
- 1901 - Hoofd van het Theologisch Seminarie in Straatsburg
- 1905-1913 - Studeert medicijnen en chirurgie
- 1913 - Zendingsarts in Lambarene in Gabon, Afrika, begint met de bouw van een hospitaal
- 1917 - Internering in Frankrijk
- 1918 - Medisch assistent en assistent-pastor in Straatsburg (St. Nicolaikirche)
- 1919 - Eerste grote voordracht over "Cultuur en Ethiek", aan de Universiteit van Uppsala in Zweden
- 1924 - Terugkeer als zendingsarts in Lambarene; bouw van een nieuw hospitaal aan de Ogooue rivier
- 1927-1939 - bezoekt Europa regelmatig voor spreekbeurten en concerten
- 1939-1948 - Lambarene, strijdende troepen respecteren de neutraliteit van het ziekenhuis
- 1949 - Bezoekt voor het eerst de Verenigde Staten
- 1953 - Bouw van het lepraziekenhuis in Lambarene
- 1954-1965 - reizen door Europa worden afgewisseld met verblijven in Gabon

## Theoloog
Schweitzer als denker en als mens kunnen eigenlijk niet worden opgesplitst in segmenten. Daarvoor waren zijn denken, overtuiging en handelen te veel één. Voor een goed overzicht echter is het toch handig zijn theologische, musicologische, filosofische en medische werk apart te beschrijven.
Het boek Geschichte der Leben-Jesu-Forschung, dat hij als jong theoloog publiceerde, vestigde zijn reputatie als nieuwtestamenticus. Het verscheen voor het eerst onder deze titel in 1906. In deze studie van eerdere levensbeschrijvingen van Jezus Christus interpreteerde hij het spreken en handelen van Jezus in het licht van diens eschatologische overtuiging. Hij schaarde zich daarmee grotendeels aan de zijde van Johannes Weiss en diens werk Die Predigt Jesu vom Reiche Gottes (1892). Schweitzer kwam in zijn boek tot de slotsom dat Jezus niet zozeer om zijn leer het navolgen waard is (hoewel hij de morele waarde van bijvoorbeeld de Bergrede hoog aansloeg) maar om zijn wilskracht, om een willen dat volgens Schweitzer vooral gericht is op de morele vernieuwing van de mensheid. Hij vergrootte zijn reputatie met een aantal andere nieuwtestamentische studies, zoals Die Mystik des Apostels Paulus (1930). Hieruit blijkt temeer zijn belangstelling voor de Bijbelse Messiaanse verwachting, christelijke eschatologie, verlossing van het lijden en de vervulling van de belofte van het Koninkrijk van God. Overigens wordt zijn werk ook gekleurd door een enigszins pantheïstische inslag en door zijn belangstelling voor filosofieën.

## Musicus

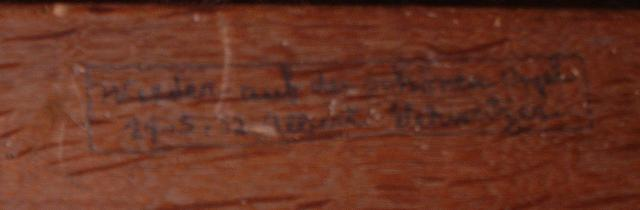
"Wieder auf den schönen Orgel. 29-5-'52 Albert Schweitzer"Inscriptie (1952) in de lessenaar van het Van Hagerbeer Orgel in de Pieterskerk te Leiden

Albert Schweitzer was in zijn tijd een beroemd organist. Hij was bijzonder geïnteresseerd in de muziek van Johann Sebastian Bach en bestudeerde onder andere de religieuze elementen in diens muziek. Daaruit voortvloeiend ontwikkelde en publiceerde hij een eenvoudige, onopgesmukte stijl van uitvoeren, waarvan hij vond dat dat meer paste bij Bach en zijn tijd. Dit werkte hij uit in het boek Johann Sebastian Bach, dat hij in 1905 schreef op verzoek van de Parijse organist en componist Charles–Marie Widor. Schweitzers boek zette een trend in die zeer lange tijd de stijl van uitvoeren van Bachs muziek heeft beïnvloed.
Hij stond ook bekend om zijn actieve belangstelling voor de constructie van het orgel. In 1951 instigeerde hij, in samenwerking met de vaste organist ter plekke George Stam, in de vrijzinnig-protestantse Leeuwenberghkerk te Utrecht de bouw van een nieuw orgel. Dit werd enkele jaren later opgeleverd uit de werkplaats van de Zaanse orgelmaker Flentrop met wie hij reeds eerder had samengewerkt. Dit instrument, dat in 2018 werd overgebracht naar de Grote of Sint-Michaëlskerk (Zwolle), is het enige blijvende markeringsobject in Nederland van Schweitzers visie op de moderne orgelbouw, die vele jaren eerder in de Elzasser Orgelreform tot uitdrukking was gekomen. Tevens was hij orgeladviseur van de Somerville College Chapel, de kapel van Somerville College in Oxford.

## Filosoof

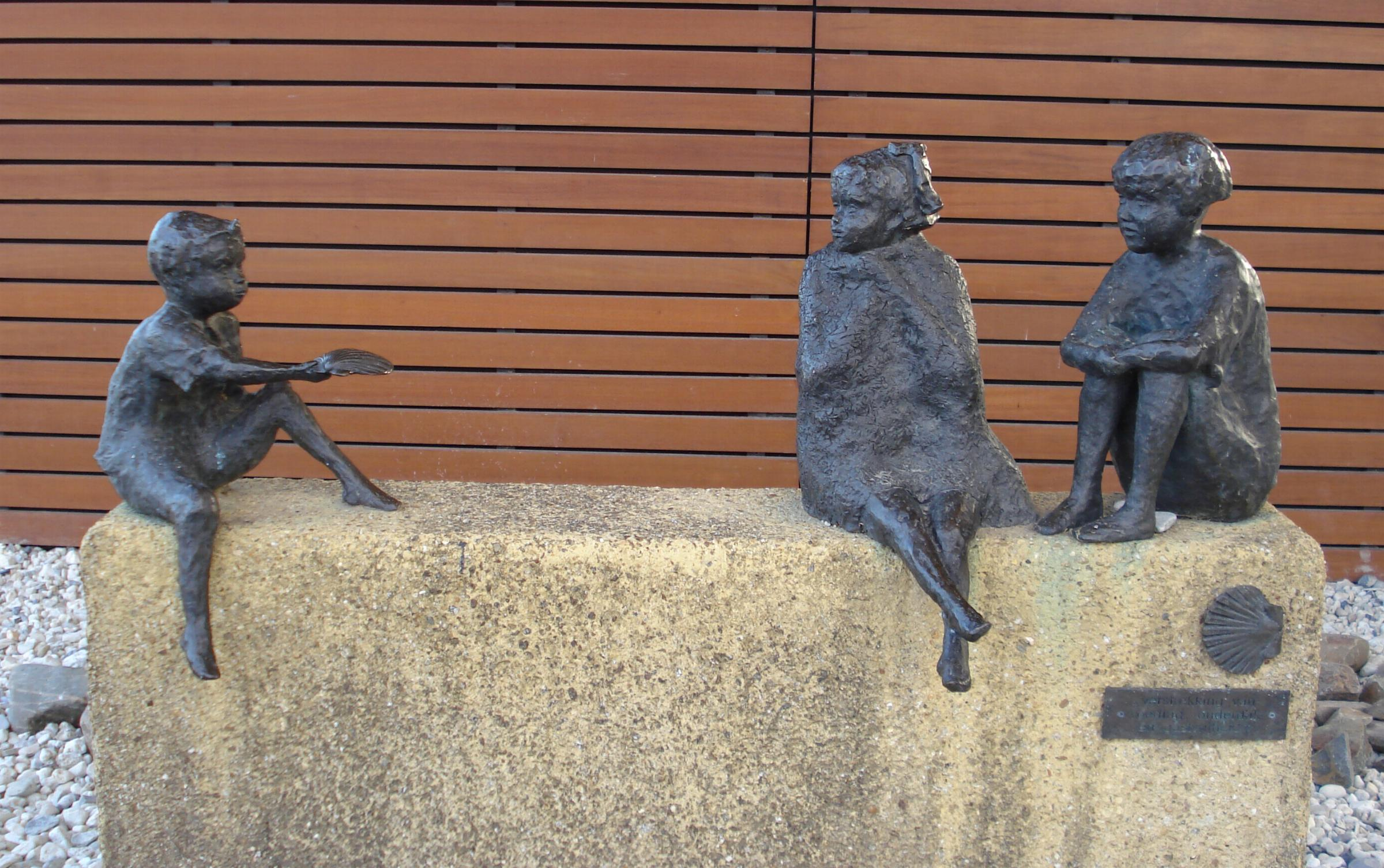
Kunstwerk "Verstrekking van voeding, onderdak en gastvrijheid" van Elly Hendrix, Zwijndrecht, Albert Schweitzer Ziekenhuis.

Het kernpunt van Schweitzers filosofie is de term "eerbied voor het leven". In zijn ogen was de beschaving in verval vanwege een algemeen gebrek aan de wil om lief te hebben. Naar zijn stellige overtuiging moet men al het leven eerbiedigen en daarmee ook liefhebben. Hiermee ging hij lijnrecht in tegen de dan vooral bij jongeren populaire filosofie van Friedrich Nietzsche. Hij had meer op met de denktrant van de Russische schrijver Leo Tolstoj, wiens werk hij bewonderde. Sommige tijdgenoten vergeleken Schweitzers denken met dat van Franciscus van Assisi, wat hij niet tegensprak. Zijn persoonlijke credo was
"Ik ben leven dat leven wil, te midden van leven dat leven wil".
Met 'leven' bedoelde hij elk levend mens, dier en ding in de gehele kosmos. Hij bepleitte een soort spirituele verhouding tot het grote geheel, zag dat als een vorm van overgave aan het leven en aan de liefde tot al wat leeft. Op deze overtuiging bouwde hij zijn meest bekende theorie over "cultuur en ethiek", waarover hij zijn hele verdere leven bij allerlei gelegenheden sprak. Hij hoopte dat hij daarmee wezenlijk bijdroeg aan een nieuwe renaissance van de mensheid, een mensheid, bepleitte hij, die nadenkt en zich daardoor bewust wordt van zijn context, het omringende leven, en dat met een nieuwe liefde en met nieuwe wilskracht daarnaar zou handelen. Autonoom nadenken over de waarheid, de essentie van het leven, zou volgens Schweitzer resulteren in het verkrijgen van de noodzakelijke innerlijke kracht tot het doen van nobele, verheven daden ten gunste van al wat leeft. Schweitzer werd alom gerespecteerd voor het in praktijk brengen van zijn eigen theorie.

## Werken

### Tijdens zijn leven
- 1899 - Die Religionsphilosophie Kants
- 1901 - Das Abendmahlsproblem
- 1901 - Das Messianitäts- und Leidensgeheimnis
- 1905 - Johann Sebastian Bach
- 1906 - Geschichte der Leben-Jesu-Forschung
- 1911 - Die Geschichte der paulinischen Forschung
- 1913 - Die psychiatrische Beurteilung Jesu
- 1921 - Zwischen Wasser und Urwald
- 1923 - Verfall und Wiederaufbau der Kultur
- 1923 - Kultur und Ethik (5 delen)
- 1924 - Aus meiner Kindheit und Jugendzeit (autobiografisch)
- 1924 - Das Christentum und die Weltreligionen
- 1930 - Die Mystik des Apostels Paulus
- 1931 - Aus meinem Leben und Denken (autobiografisch), vertaald naar het Nederlands als Uit mijn leven en denken.
- 1935 - Die Weltanschauung der indischen Denker, Mystik und Ethik
- 1958 - Frieden oder Atomkrieg

### Postuum
- 1966 - Straatsburger Preken
- 1967 - The Kingdom of God and Primitive Christianity
- 1974 - Gesammelte Werke. samengesteld door R. Grabs 5 delen, uitg. C.H. Beck, München
- 1980 - Straatsburger preken Uitg./red. Neuenschwander

### Over Albert Schweitzer en zijn denken
- 1966 - Die Lehre von der Ehrfurcht vor dem Leben, uitg. C.H. Beck
- 1975 - Albert Schweitzer. Ehrfurcht vom den Leben, Reihe Christ in der Welt, Heft 3, door Rudolf Grabes, uitg. Union Verlag (VOB) Oost-Berlijn 1971
- 1979 - Albert Schweitzer - Eerbied voor het leven - hoofdstukken uit zijn ethiek, samengesteld en ingeleid door Hans Bouma, uitg. Voorhoeve
- 1990 - Albert Schweitzer, World Citizen 1875-1965, uitg. La Nuée Bleue
- 2004 / 2017 - Daan Thoomes, Eerbied voor het leven. In: In de Waagschaal, tijdschrift voor theologie, cultuur en politiek, vol. 33, nr. 12, pp. 26-27
- 2017 - Eginhard Meijering, Die Jezus heeft inderdaad niet bestaan (Albert Schweitzers visie op Jezus van Nazareth), uitg. Pumbo